# Kill Dil
Pour plus de détails, voir Fiche technique et Distribution.
Kill Dil (किल दिल) est un film indien réalisé par Shaad Ali, sorti en 2014.

## Synopsis
Tutu et Dev Dharma, deux orphelins, ont été recueillis par un gangster nommé Bhaiyaji qui les a formé pour devenir assassins.

## Fiche technique
- Titre : Kill Dil
- Titre original : किल दिल
- Réalisation : Shaad Ali
- Scénario : Nitesh Tiwari, Shreyas Jain et Nikhil Mehrotra
- Musique : Shankar Mahadevan, Loy Mendonsa et Ehsaan Noorani
- Photographie : Avik Mukhopadhyay
- Montage : Amit Singh Baisla et Ritesh Soni
- Production : Aditya Chopra
- Société de production : Yash Raj Films
- Société de distribution : Aanna Films (France)
- Pays :  Inde
- Genre : Action, comédie dramatique, romance et thriller
- Durée : 127 minutes
- Dates de sortie : 
  -  Inde : 14 novembre 2014
  -  France : 14 novembre 2014

## Distribution
- Ranveer Singh : Dev
- Ali Zafar : Tutu
- Parineeti Chopra : Disha
- Govinda : Bhaiyaji
- Jass Bhatia : Chimsy
- Ratnesh Mani : l'inspecteur Vijay Chauhan
- Daljit Sean Singh : Babban Phelwan

## Distinctions
Le film a reçu le Stardust Award du public de la star de l'année pour Parineeti Chopra et a été nommé pour la Stardust Award du public du meilleur second rôle masculin pour Govinda.